# Tordylium maximum
Tordylium maximum är en flockblommig växtart som beskrevs av Carl von Linné. Tordylium maximum ingår i släktet Tordylium och familjen flockblommiga växter. Inga underarter finns listade i Catalogue of Life.

## Bildgalleri

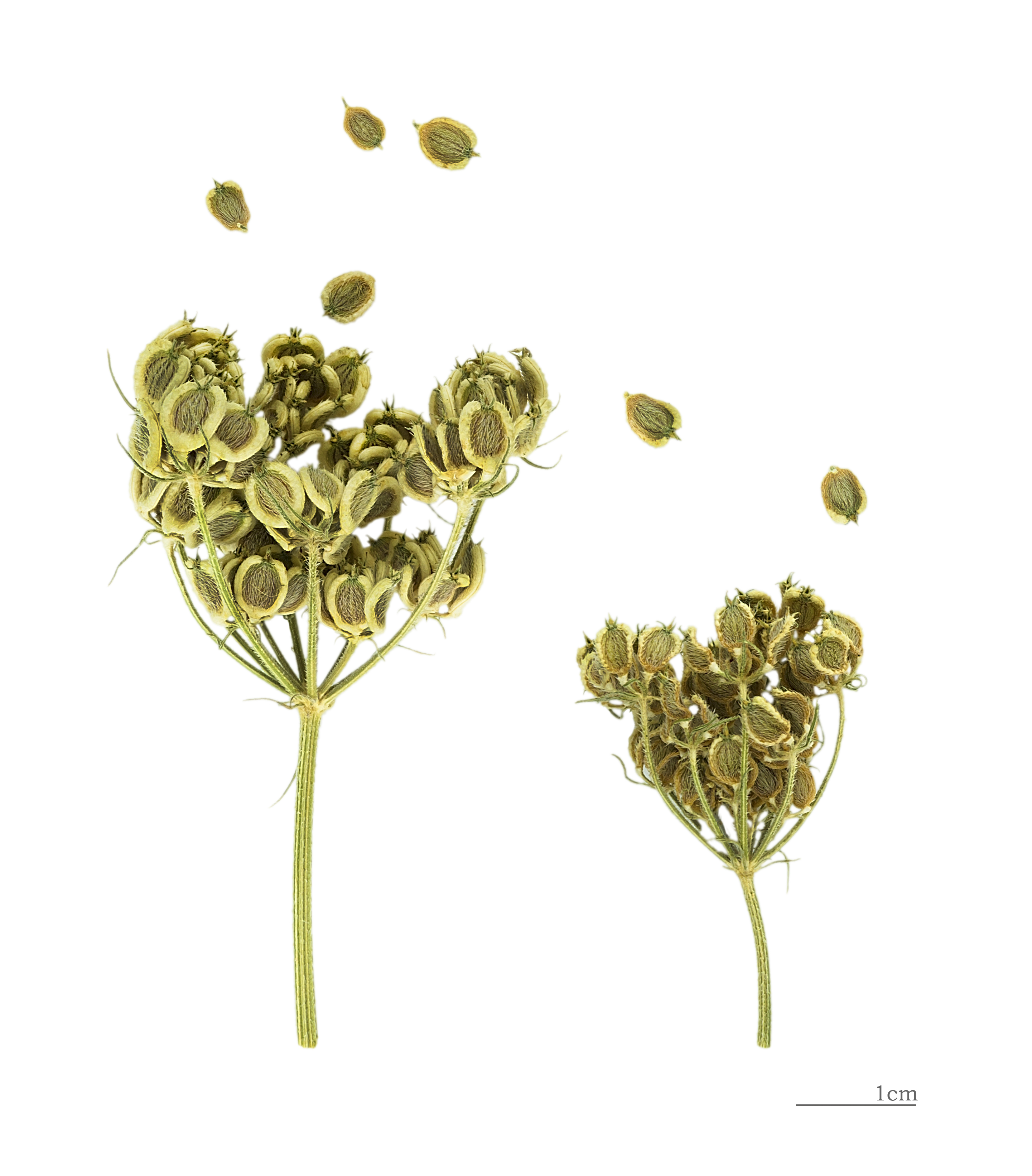